# Women's Social and Political Union

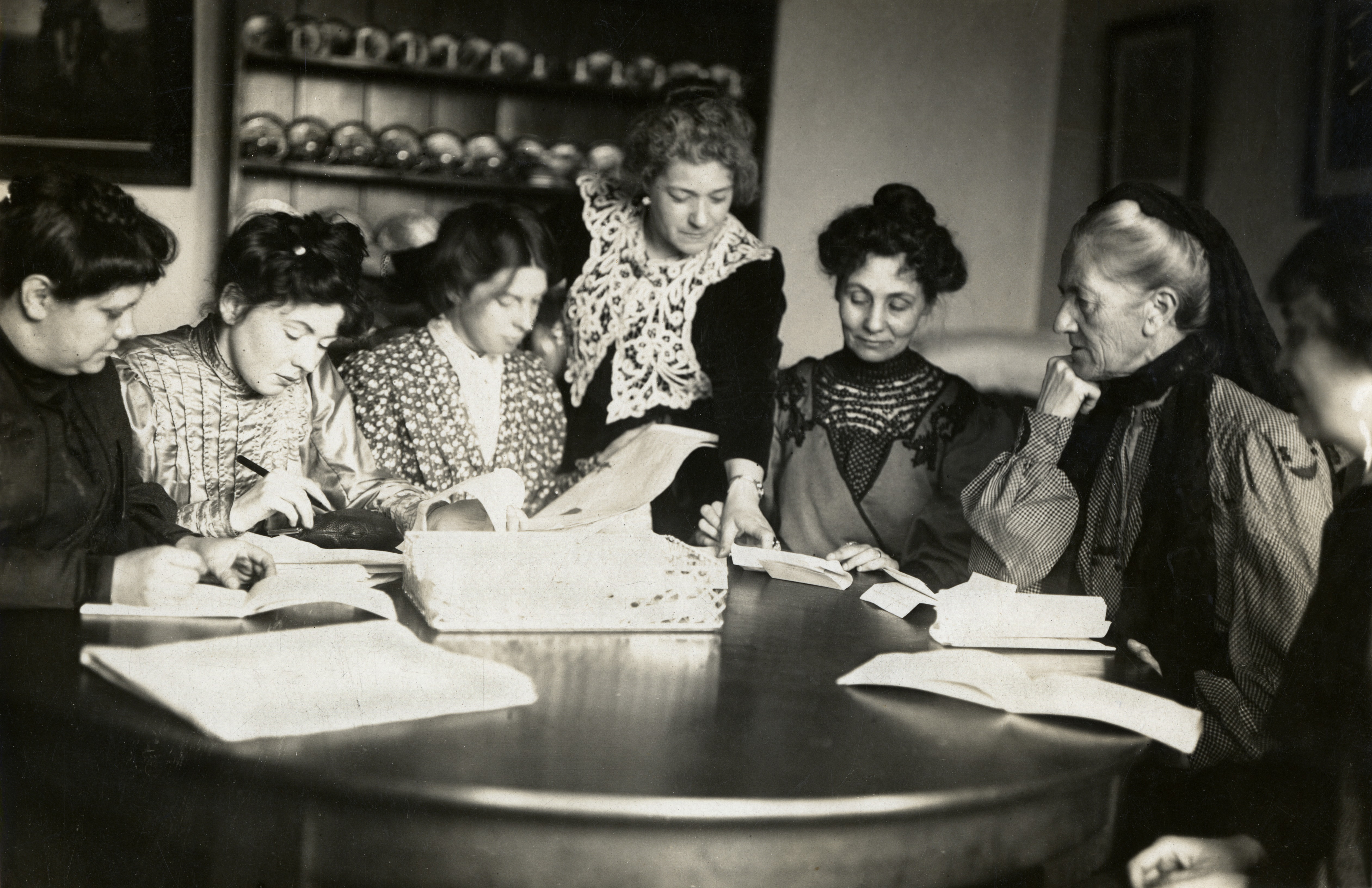
WSPU:s ledare, Flora Drummond, Christabel Pankhurst, Annie Kenney, Emmeline Pankhurst, Charlotte Despard, med ytterligare två medlemmar, 1906–1907

Women's Social and Political Union, förkortat WSPU, var en brittisk kvinnorättsrörelse, aktiv mellan 1903 och 1917.  Det var den mest berömda och radikala av alla rösträttsrörelser i Storbritannien, och dess medlemmar blev allmänt kända som suffragetter. 

## Historik
Rörelsen var ursprungligen en utbrytargrupp ur National Union of Women's Suffrage Societies, som skapades av missnöje över att fredliga metoder vid denna tid hade använts  i över trettio år utan resultat, vilket gjorde att man såg en anledning till att använda mer radikala metoder för att uppnå målet. 
WSPU bildades av Emmeline Pankhurst, som ledde den tillsammans med sina döttrar Christabel Pankhurst och Sylvia Pankhurst.  Föreningens syfte var att agitera för införandet av kvinnlig rösträtt.  Den använde sig av civil olydnad och direkt aktion inkluderande demonstrationer, skadegörelse, och skapande av martyrer genom att se till att få anhängare avsiktligt arresterade och i fängelset, väcka offentlig uppmärksamhet genom att hungerstrejka som politiska fångar.

## Galleri

WSPU Flag